# 勁抽福祿壽
《勁抽福祿壽》（英語：The Fortune Buddies；中國大陸譯名《爆笑角斗士》）是邵氏制作有限公司與電視廣播有限公司合作拍攝的喜劇電影，福祿壽系列衍生的喜劇片。由曾志偉、王祖藍、阮兆祥、李思捷、薛凱琪及陳法拉領銜主演，導演鍾澍佳，監製曾志偉、梁家樹。

## 劇情簡介
身兼数职辛勤打工的“蓝禄、捷寿、福祥”三兄弟，时常乌龙不断、处处闯祸，“蓝禄”（王祖蓝饰）向女友“凯琪”（薛凯琪饰）求婚，凯琪的父亲（曾志伟饰）认为蓝禄事业不成功而不肯将女儿嫁给他；福祥（阮兆祥饰）是一位单亲爸爸，一直没有稳定工作靠打零工干活的他总是遭到儿子祥仔白眼，让他非常苦闷。捷寿（李思捷饰）经常自称富二代，却日日打杂工被人笑。因缘巧合下，三个好兄弟获得了用与职业摔跤手擂台决斗赢取50万美金的机会，为了换取改变命运的筹码，三人登上擂台，在面对美国擂台高手的同时，也遇到了来自爱情、亲情、友情上的选择。

## 人物介紹

### 主要演員
| 演員   | 角色     | 關係／暱稱 |
| 曾志偉 | 凱琪父親 | 老虎仔 |
| 阮兆祥 | 阮福祥   | 華Dee、火葬祥 祿藍、捷壽好友 蚊姐前夫 祥仔父親 沉迷賭博 小西好友                                                        |
| 王祖藍 | 王祿藍   | Blue、虎面人 凱琪男友 福祥、捷壽好友                                                                                    |
| 李思捷 | 李捷壽   | 紙巾俠 富二代，因不受父親賞識而離家出走 福祥、祿藍之好友 愛慕高海寧 被紫荊俠相救 最後得知高海寧就是紫荊俠，二人相擁而吻 |
| 薛凱琪 | 凱 琪    | Fiona 地產樓盤經紀 王祿藍女友 麥玲玲下屬 反對祿藍上擂台                                                                 |
| 張可頤 | 林丁丁   | Maggie姐 凱琪父親前女友 WWV國際摔角聯盟代表                                                                             |
| 陳法拉 | 蚊 姐    | 純情學生妹，後為黑社會大家姐 阮福祥前妻 祥仔母親                                                                        |
| 王小鳳 | 凱琪母親 | |

### 客串 / 其他演員
| 演員            | 角色             | 介紹 |
| 王俊棠          | 劫匪             | |
| 黃文標          | 劫匪             | |
| 陳奐仁          | 街坊             | 碰見福祥被劫匪挾持時逃走 |
| 梁政珏          | 護士             | |
| 王君馨          | 護士             | |
| 梁嘉琪          | 白事孝女         | |
| 古明華          | 白事孝子         | |
| 路芙            | 周秀娜           | 有精神病，發病時會聲稱被強姦 |
| 麥長青          | 老差骨           | 找來李捷壽充當疑犯 |
| 黃澤鋒          | 周秀娜丈夫       | 在妻子毆打李捷壽時及時把她帶走 |
| 梁梓豪          | 祥仔             | 福祥、蚊姐兒子 |
| 小肥            | 求職者           | 被福祥搶走其茄牛飯 口材了得 |
| 八兩金          | 求職者           | 持福建大學雙碩士學位 到勞工處要求應徵香港先生                                                                                                   |
| 馬賽            | 勞工處職員       | 拒絕八兩金的要求 |
| 田啟文          | 勞工處主任       | |
| 易智遠          | 求職者           | |
| 戴耀明          | 副導演           | |
| 蔣榮發          | 武術導演         | |
| 謝天華          | 華哥             | 片場演員之一 曾拍攝Laughing Gor之變節 在拍攝槍戰期間先被捷壽插錯綫而引爆炸彈將其炸飛，之後重傷 其後在與捷壽對打時不慎被自己帶來的西瓜刀斬傷肩膀 |
| 游莨維          | 華哥助手         | |
| 金剛            | 金剛             | 片場演員之一，飾演日本軍官 |
| 翁佳妮          | 國內買樓客       | |
| 麥玲玲          | 凱琪上司         | 在地產公司工作，專門招呼內地客 |
| 吳家樂          | 香港買樓客       | 林夏薇之男友，不黯普通話 |
| 林夏薇          | 香港買樓客       | 吳家樂之女友 |
| 陳康健          | 騙徒             | |
| 關寶慧          | 求職者           | 在寧波大學畢業 身材很好 |
| 林盛斌          | 求職者           | 冒充美國公司UFO高層，嚇跑其它求職者 |
| 梁烈唯          | 求職者           | 冒充美國公司UFO高層，嚇跑其它求職者 |
| 林雪            | 武僧             | 在街頭賣藝，與福祥、祿藍和捷壽合作搞擂台賺錢 |
| 王青            | 武僧             | 在街頭賣藝，與福祥、祿藍和捷壽合作搞擂台賺錢 |
| 蔡一智          | 蔡一智           | 組合草蜢成員 看畢福祥、祿藍和捷壽的跳舞表演後上前獻花鼓勵                                                                                       |
| 沈卓盈          | Jessie           | one2free售貨員 暗戀李捷壽 |
| 何雁詩          | one2free顧客     | |
| 周志文          | one2free顧客     | |
| 林師傑          | 蚊姐手下         | |
| 陳國峰          | 蚊姐手下         | |
| 丁羽            | 波欖阿伯         | 收取了福祥二十元，在球賽中買半場主勝 |
| 劉少君          | 茶客             | |
| 于楓            | 茶客             | |
| 劉素芳          | 茶客             | |
| 歐霞鈴          | 茶客             | |
| Richard Magarey | Rambo            | 摔角手 |
| Dean Thompson   | King             | 摔角手 |
| Kyle Simms      | Rocky            | 摔角手 |
| Andrew Miker    | 摔角手助手       | |
| Bo Blaylock     | 摔角手助手       | |
| Jimmy M.        | 摔角手助手       | |
| S W             | 摔角手助手       | |
| David Adam H    | 摔角手助手       | |
| M. H.           | 摔角手助手       | |
| 陳美詩          | Maggie助手       | |
| 羅鈞滿          | 凱琪父親（年輕） | |
| 蔣家旻          | 林丁丁（年輕）   | |
| 田蕊妮          | 砵蘭街影后       | 實為妓女 |
| 李家聲          | 導演             | 賞識李捷壽，給他機會與華哥對打 |
| 高海寧          | 高海寧           | 紫荊俠 四處助人 在李捷壽戰勝擂台賽後親吻他 |
| 苟芸慧          | 奇華餅家售貨員   | |
| 盧覓雪          | 奇華餅家售貨員   | 強行為福祥人工呼吸 |
| 劉俐            | 靚模             | |
| 王淑玲          | 靚模             | |
| 丁樂鍶          | 靚模             | |
| 李君妍          | 靚模             | |
| 石天欣          | 靚模             | |
| 葉婷芝          | 靚模             | |
| 李璧琦          | 名模             | |
| 陳思齊          | 名模             | |
| 林穎彤          | 名模             | |
| 岑麗香          | 名模             | |
| 羅泳嫻          | 名模             | |
| 鍾舒            | 名模             | |
| 林秀怡          | 名模             | |
| 張韋怡          | 名模             | |
| 孫慧雪          | 名模             | |
| 鍾煌            | 名模             | |
| 謝婷婷          | 名模             | |
| 曾琬莎          | 名模             | |
| 梁麗瑩          | 名模             | |
| 許穎            | 名模             | |
| 魯振順          | 唐唐             | 司長 為擂台賽頒獎 |
| 吳耀明          | 武林高手         | 武館師父之一 |
| 羅莽            | 武林高手         | 武館師父之一 |
| 李海生          | 武林高手         | 武館師父之一 |
| 江島            | 武林高手         | 武館師父之一 |
| 譚永銓          | Albert           | 武館師父之一 被誤認作洪金寶 |
| 尹詩沛          | 美女摔角手       | |
| 陳亭嘉          | 美女摔角手       | |
| 謝珊珊          | 美女摔角手       | |
| 曾敏            | 美女摔角手       | |
| 蕭凱欣          | 美女摔角手       | |
| 頌 誼           | 美女摔角手       | |
| 吳綺珊          | 美女摔角手       | |
| 劉詩雅          | 美女摔角手       | |
| 賴文思          | 美女摔角手       | |
| 周詩詩          | 美女摔角手       | |
| 淑貞            | 美女摔角手       | |
| 黃景瑜          | 美女摔角手       | |
| 詠詩            | 美女摔角手       | |
| 潔妍            | 美女摔角手       | |
| 許安婷          | 美女摔角手       | |
| 顏子愈          | 美女摔角手       | |
| 盧可兒          | 美女摔角手       | |
| 李嘉            | 夜總會經理       | |
| 郭少芸          | 小西             | 女子摔角學院夜總會老闆 福祥好友 |
| 吳耀漢          | 捷壽父親         | |
| 姚兵            | 捷壽父親助手     | |
| 邵音音          | 阿婆             | |
| 鍾志光          | 擂台賽司儀       | |
| 謝雪心          | 擂台賽嘉賓       | |
| 喬寶寶          | 搬運工人         | |
| 黃宗澤          | Ben              | |
| 李漫芬          | 記者             | |
| 小寶            | 小娃娃           | |
| 黃梓瑋          | 街坊             | |
| 賀文傑          | 街坊             | |
| 陳勉良          | 管理員           | |
| 石浩東          | 擂台觀眾         | |

## 歌曲
- 『踢拖』（主題曲）[1]
  - 作曲：鄧智偉、葉肇中　作詞：王祖藍　編曲：葉肇中　監製：鄧智偉、葉肇中　主唱：阮兆祥、李思捷、王祖藍
- 『华丽舞台』（插曲）
  - 作曲：蔡一杰、林敏骢　作詞：蔡一杰、林敏骢　編曲：何秉舜　監製：鄧智偉、葉肇中　主唱：阮兆祥、李思捷、王祖藍
- 『无间道』（插曲）
  - 作曲：伍乐城、林夕　作詞：伍乐城、林夕　　監製：鄧智偉、葉肇中　主唱：阮兆祥、李思捷、王祖藍
- 『stand up』（插曲）
  - 作曲：林振强　作詞：林振强　主唱：李思捷

## 記事
- 2011年6月17日：此電影於10:00在九龍灣展貿徑一號九龍灣國際展貿中心地下27號舖TVBuddy@EMax舉行開鏡拜神記者招待會。[2]
- 2011年7月4日：此電影於14:00在將軍澳工業邨邵氏影城二號錄影廠外大地舉行煞科新聞發佈會。
- 2012年10月6日：此電影於翡翠台及高清翡翠台首播。
- 本片是王小鳳自1994年息影之後，獲曾志偉力邀之下重返大銀幕之作[3]
- 這套電影加入了多個公益電視廣告的內容，例如：政府提防騙徒的廣告、龍懷騫小學時拍的勵志廣告。
- 片尾出工作人員清單時亦插入了數節拍攝後被剪走的片段，例如：吳耀漢透過手提電話兜售堆填區樓盤一節。

## 相關
- 勁抽福祿壽節目網站 （页面存档备份，存于）
- . 明報. 2011-06-18.[永久]
- now電影專頁

## 外部連結
- 《勁抽福祿壽》的Facebook專頁
- 開眼電影網上《勁抽福祿壽》的資料（繁體中文）
- 豆瓣电影上《爆笑角斗士》的資料 （简体中文）
- 时光网上《爆笑角斗士》的資料（简体中文）
- 爛番茄上《勁抽福祿壽》的資料（英文）
- 香港影庫上《勁抽福祿壽》的資料（繁體中文）
- 互联网电影数据库（IMDb）上《勁抽福祿壽》的资料（英文）